# Tabanus dimidiatus
Tabanus dimidiatus är en tvåvingeart som beskrevs av Johann Wilhelm Meigen 1830. Tabanus dimidiatus ingår i släktet Tabanus och familjen bromsar. Inga underarter finns listade i Catalogue of Life.